# 4005-ös busz
A 4005-ös jelzésű autóbuszvonal Mezőkövesd és Bükkábrány (Mezőkövesd – Mezőnyárád – Bükkábrány) között húzódó helyközi vonal volt, amelyet a Volánbusz Zrt. üzemeltetett.

## Útvonala
A mezőkövesdi autóbusz-állomásról indult. A Mátyás király úton hagyta el a várost a 3-as főút mezőnyárádi szakasza felé. Klementina határában elhaladt, majd a vonal 10. kilométerén érkezett első településére, Mezőnyárádra. Megszűnésénél korábban a Mezőkeresztes-Mezőnyárád vasútállomáson csatlakozást is biztosított. A főúttal párhuzamosan található falut átszelte, majd a vonal végállomására, Bükkábrányba érkezett. A menetrendi könyv szerint kettő különböző végállomás volt a településen, azonban szinte ugyanoda érkezett, ahonnan indult.

## Közlekedése
Tanítási napokon egy pár közlekedett a délutáni órákban. A Volánbusz 2020. december 12. dátummal megszűntette az autóbuszvonalat, a szakaszon mai napig magas indításszámmal biztosított az összeköttetés.
| Viszonylat                                                 | Indításszám | Közlekedési rend |
| ---------------------------------------------------------- | ----------- | ---------------- |
| Mezőkövesd, aut. áll. – Bükkábrány, Thermoplasztika / bolt | 1 pár       | tanítási napokon |

## Megállóhelyei
| 0  | Mezőkövesd, autóbusz-állomás végállomás                 | 0.0 km  | 1057, 1341, 1344, 1375, 1376, 1377, 1379, 1380, 1382, 1426, 1427, 1447, 1468 3146, 3418, 3419, 3421, 3749, 4001, 4006, 4007, 4008, 4010, 4013, 4014, 4015, 4016, 4017, 4018, 4023, 4026, 4027, 4030, 4157 |
| 1  | Mezőkövesd, Szent László tér                            | 0.9 km  | 5, 5C, 5D, 5E, 5F, 5Y, 6C, 6D, 7, 7A, 8, 8A, 8C 1341, 1375, 1377, 1379, 1380 3416, 3749, 4001, 4006, 4007, 4008, 4013, 4015, 4017, 4018, 4023, 4026, 4030                                                 |
| 2  | Mezőkövesd, gimnázium                                   | 1.4 km  | 5, 5C, 5D, 5E, 5F, 5Y, 6C, 6D, 7, 7A, 8, 8A, 8C 1341, 1377, 1379, 1380, 1382 3416, 3749, 4001, 4006, 4007, 4008, 4017, 4023, 4027, 4030                                                                   |
| 3  | Mezőkövesd, transzformátor-állomás                      | 3.1 km  | 3749, 4001, 4006, 4007, 4008, 4027, 4030 |
| 4  | Klementina bejárati út                                  | 5.7 km  | 3749, 4001, 4006, 4007, 4008, 4030 |
| 5  | Tardi elágazás                                          | 6.9 km  | 3749, 4001, 4006, 4007, 4008, 4030 |
| 6  | Mezőnyárád, temető                                      | 9.9 km  | 1379, 1380 3747, 3749, 4006, 4007, 4027 |
| 7  | Mezőnyárád, kultúrház                                   | 10.5 km | 3747, 3749, 4006, 4007, 4027 |
| 8  | Mezőnyárád, posta                                       | 11.3 km | 1379, 1380 3747, 3749, 4006, 4007, 4027 |
| 9  | Mezőnyárád, felső                                       | 11.9 km | 3747, 3749, 4007, 4027 |
| 10 | Bükkábrány, Vörösmarty utca                             | 13.4 km | 3747, 3749, 4006, 4007, 4027 |
| 11 | Bükkábrány, Thermoplasztika Bükkábrány, bolt végállomás | 14.1 km | 1375, 1376, 1377, 1379, 1380, 1382, 1426, 1427 3747, 3748, 3749, 4006, 4007, 4027 |